# Mesopristes elongatus
Mesopristes elongatus é uma espécie de peixe da família Terapontidae. É natural de Madagáscar. Esse tipo de peixe pode ser encontrado em rios. Está ameaçado por perda de habitat.